# Свобода совести
Свобо́да со́вести — естественное право на самостоятельное формирование убеждений и ценностей, способствующих самоактуализации.
Понятие «свободы совести» включает более широкий круг вопросов, нежели понятие «свободы вероисповедания». Сущность свободы совести принято исследовать с точки зрения философии, этики, политологии и религиоведения.

## История

### Реформация
XV век ознаменовался в Европе началом Реформации, в рамках которой, как считает ряд исследователей, «выявилась сама идея свободы совести». Знаменитые 95 Виттенбергских тезисов Мартина Лютера, ставшие основным документом Реформации, связывали свободу совести христианина с требованием вольной проповеди и беспрепятственного распространения Священного Писания, что традиционно считалось прерогативой Церкви. Таким образом, главной задачей Реформации становилось устранение доминирующего влияния Католической церкви как адепта реакции, являвшегося, помимо прочего, крупнейшим феодалом Европы. Одним из первых вопрос о свободе совести поставил Себастьян Кастеллио в опубликованном под псевдонимом памфлете «De haereticis, an sint persequendi» («Следует ли преследовать еретиков», 1554).

### Билль о правах
Британский Билль о правах 1689 года признавал за личностью права иметь свои собственные мнения и убеждения, следовать своим убеждениям, что бы ни советовали окружающие, и т. д.

### Декларация прав человека и гражданина
Во Франции принцип свободы совести был впервые провозглашён в статье 10 Декларации прав человека и гражданина (1789 г.), в которой речь идёт о том, что «никто не может быть преследуем за свои убеждения, даже религиозные, при условии, что их обнародование не угрожает общественному порядку». В Конституции была провозглашена «свобода религиозных культов» (сентябрь 1791 г.). Французский гражданский кодекс 1804 года — кодекс Наполеона вообще не касается религиозных вопросов, демонстрируя таким образом, что государство в своих фундаментальных основах является светским.

### Конституция США
Первая Конституция США 1787 года не содержала перечня неотчуждаемых прав, поскольку отцы-основатели исходили из того, что естественно принадлежащие человеку права не нуждаются в подтверждении в тексте Основного закона. Их перечисление могло быть воспринято как исчерпывающий перечень прав и свобод, что могло привести к ущемлению прав, не вошедших в перечень. Отсутствие в Конституции перечня федерально закреплённых прав и свобод вызвало критику этого документа. Вновь избранному Конгрессу США в 1789 году были предложены проекты поправок, содержащих положения о политических и личных правах. Десять первых поправок к Конституции США, составивших федеральный Билль о правах, были ратифицированы к концу 1791 года. Были приняты поправки, предусматривавшие свободу вероисповеданий, свободу слова и печати, право народа мирно собираться и обращаться к правительству с петициями, неприкосновенность личности, жилища, бумаг и имущества и другие права.

### Всеобщая декларация прав человека
Всеобщая декларация прав человека была принята на третьей сессии Генеральной Ассамблеи ООН резолюцией 217 А (III) от 10 декабря 1948 года и определила базовые права человека. В статье 18 Декларации указано:
«Каждый человек имеет право на свободу мысли, совести и религии; это право включает свободу менять свою религию или убеждения и свободу исповедовать свою религию или убеждения как единолично, так и сообща с другими, публичным или частным порядком в учении, богослужении и выполнении религиозных и ритуальных обрядов».

## Современность

### Франция
Во Франции действует принцип лаицизма, то есть отделения политической и государственной власти от религиозных организаций и непризнания государством ни одной из религий. Государство и все его институты призваны оставаться одинаково нейтральными ко всем конфессиям и верованиям при одновременной гарантии полной свободы совести, культа и вероисповеданий вплоть до отказа от религии. Республика через секуляризацию общества не ведёт борьбы с религиями или убеждениями, но сознательно вытесняет их из области осуществления политической и административной власти.
Все религиозные, духовные и философские идеи оставляются во Франции в исключительной области индивидуального сознания и частного выбора отдельных граждан.
Религиозные организации обязаны обеспечивать соблюдение общественного порядка. Ни одно вероисповедание или убеждение не может быть выше других (религия, атеизм, агностицизм или свободомыслие). На этом строится республиканский принцип «Свобода, равенство, братство».
Свобода совести начинается с признания права на «внутренние убеждения»: никого нельзя обязать обнародовать свои религиозные или философские убеждения. Например, упоминание о религиозной принадлежности при переписи населения является запрещённым. С другой стороны, никому не запрещено делать это по собственному желанию. В то же время закон защищает государственных чиновников: во всех административных документах запрещены ссылки на их религиозные или философские убеждения.

## Свобода совести и отделение церкви от государства
Связь между свободой совести и отделением Церкви от государства, по-видимому, неоднозначна. С одной стороны, существует положительная корреляция между отделением церкви от государства и обеспечением в этом государстве свободы совести.
Например, шариат включает в себя нормы и правовые, и религиозные. Так, например, в 2006 году шариатский суд Афганистана приговорил к смертной казни Абдул Рахмана — мусульманина, сменившего религию. С другой стороны, отделение церкви от государства не гарантирует свободы совести, а неотделение её не исключает. Так, известны страны с государственной церковью (например, Великобритания и большинство других монархических государств Европы), тем не менее, обеспечивающие своим подданным право исповедовать религию по выбору или не исповедовать никакой. Напротив, в некоторых государствах с отделённой церковью (все коммунистические режимы, Ирак, Турция) адепты многих религий подвергались дискриминации.
Отделение церкви от государства происходило: в России — 1918 год (Декрет об отделении церкви от государства и школы от церкви), Франция — ратифицировано в 1905 году. Колумбия — 1853 год. США — 1787 год.